# マイヤーズ・レナード
マイヤーズ・パトリック・レナード（Meyers Patrick Leonard, 1992年2月27日 - ）は、バージニア州ウッドブリッジ出身のプロバスケットボール選手。ポジションはセンター。

## 来歴
イリノイ州の地元のロビンソン高校からイリノイ大学に進学し、2年生時に平均13.2得点を記録。レナードは2012年のNBAドラフトにアーリーエントリーを表明。11位でポートランド・トレイルブレイザーズから指名され、11位で指名されたことに因んで、伝説の名センターアルビダス・サボニスの背番号 "11" を着けることになった。

ブレイザーズ入り後は、ラマーカス・オルドリッジ、ロビン・ロペス、クリス・ケイマンといった実力派ビッグマンの陰に隠れて出場機会に恵まれなかったが、2015年4月29日のプレーオフ1stラウンドのメンフィス・グリズリーズ戦の第4戦で、ベンチ出場ながら35分出場し13得点13リバウンドを記録。更に3本放った3ポイントシュートを全て成功させるという活躍で、チームのスイープ負けを免れる勝利に貢献した。
スターターに昇格した2015-16シーズンは、前年の活躍から大きく飛躍する年と思われたが11月11日のサンアントニオ・スパーズ戦で左肩を脱臼するアクシデントに見舞われ、28日のロサンゼルス・レイカーズ戦で復帰するも状態は思わしくなく2016年3月に手術のために残り試合全休となった。
2016年7月10日、ブレイザーズと4年4100万ドルで契約を延長した。
2019年、マイアミ・ヒートと契約。2021年シーズンの開幕後、左肩にシーズン全休の怪我を負い、手術を受ける。
2021年3月9日、Twitchでゲーム配信をしている最中に反ユダヤ主義の差別用語を発言。
2021年3月10日、差別用語の発言について「本当の意味を知らなかった」と謝罪。同日、所属先のヒートは公式声明でレナードを批判し、レナードの無期限のチーム離脱を発表した。3月12日、NBA側から労使協約で定められている最高額となる5万ドルの罰金と、1週間の謹慎処分を科すことが発表された。3月18日にトレバー・アリーザとのトレードでオクラホマシティ・サンダーに放出され、26日に解雇された。

## 個人成績

### レギュラーシーズン
| シーズン | チーム       | GP  | GS | MPG  | FG%  | 3P%  | FT%  | RPG | APG | SPG | BPG | PPG |
| -------- | ------------ | --- | -- | ---- | ---- | ---- | ---- | --- | --- | --- | --- | --- |
| 2012–13  | ブレイザーズ | 69  | 9  | 17.5 | .545 | .429 | .809 | 3.7 | .5  | .2  | .6  | 5.5 |
| 2013–14  | ブレイザーズ | 40  | 0  | 8.9  | .451 | .000 | .762 | 2.8 | .5  | .2  | .1  | 2.5 |
| 2014–15  | ブレイザーズ | 55  | 7  | 15.4 | .510 | .420 | .938 | 4.5 | .6  | .2  | .3  | 5.9 |
| 2015–16  | ブレイザーズ | 61  | 10 | 21.9 | .448 | .377 | .761 | 5.1 | 1.5 | .1  | .3  | 8.4 |
| 2016–17  | ブレイザーズ | 74  | 12 | 16.5 | .386 | .347 | .875 | 3.2 | 1.0 | .2  | .4  | 5.4 |
| Career   | Career       | 299 | 38 | 16.6 | .461 | .371 | .825 | 3.9 | .8  | .2  | .3  | 5.7 |

### プレイオフ
| シーズン | チーム       | GP | GS | MPG  | FG%  | 3P%  | FT%  | RPG | APG | SPG | BPG | PPG |
| -------- | ------------ | -- | -- | ---- | ---- | ---- | ---- | --- | --- | --- | --- | --- |
| 2014     | ブレイザーズ | 4  | 0  | 2.3  | .000 | .000 | .000 | .5  | .0  | .0  | .0  | .0  |
| 2015     | ブレイザーズ | 5  | 0  | 21.2 | .667 | .769 | .500 | 6.6 | 1.0 | .4  | .4  | 7.8 |
| 2017     | ブレイザーズ | 3  | 1  | 10.2 | .200 | .000 | .000 | 2.7 | 0.3 | .0  | .0  | 0.7 |
| Career   | Career       | 12 | 1  | 12.2 | .536 | .588 | .500 | 3.6 | .5  | .2  | .2  | 3.4 |

## プレースタイル
現代のNBAで流行しているストレッチ・フォーと呼ばれるビッグマンの中でも異色の存在として注目されている。身長216cmのサイズを誇りながら、試投数と成功数は少ないものの、通算の3ポイントシュートの成功率は40%を越えていたが、年々精度が下がり始めている傾向にある。シュートタッチは良く、ミドルシュートを得意としている。また、ディフェンスやリバウンド、ブロックショットでまだ本領を発揮出来ておらず、ディフェンス面での成長が望まれているところである。